# Vrh, Šentrupert
Vrh je naselje v Občini Šentrupert.